# Abdelkader Pérez
Abdelkader Pérez (in arabo عبد القادر بيريز‎?; Marocco, ... – ...; fl. XVIII secolo) è stato un ambasciatore marocchino presso la corte di Giorgio I di Gran Bretagna nel 1723, venendovi ricevuto nel 1724 e di Giorgio II di Gran Bretagna nel 1737, in rappresentanza dei sovrani marocchini Mulay Isma'il prima e di Muhammad ibn isma'il poi.